# Долево
Долево — деревня в составе сельского поселения Ядроминское Истринского района Московской области. Население — 2 чел. (2010), зарегистрировано 1 садовое товарищество.
Долево расположено в 16 км к северо-западу от райцентра Истра, на правом берегу реки Маглуши, высота над уровнем моря 188 м.

## История
В XVI—XVIII веках Долево входило в состав Ижевского стана Дмитровского уезда, в 1782—1796 годах — в Воскресенский уезд и затем в Новопетровскую волость Рузского уезда Московской губернии. При советской власти, с 1922 года деревня в составе нового Воскресенского уезда, с 3 июня 1929 года в составе Воскресенского района Московской области.

## Население
| 2002 | 2006 | 2010 |
| ---- | ---- | ---- |
| 2    | ↗4   | ↘2   |